# Enoteca

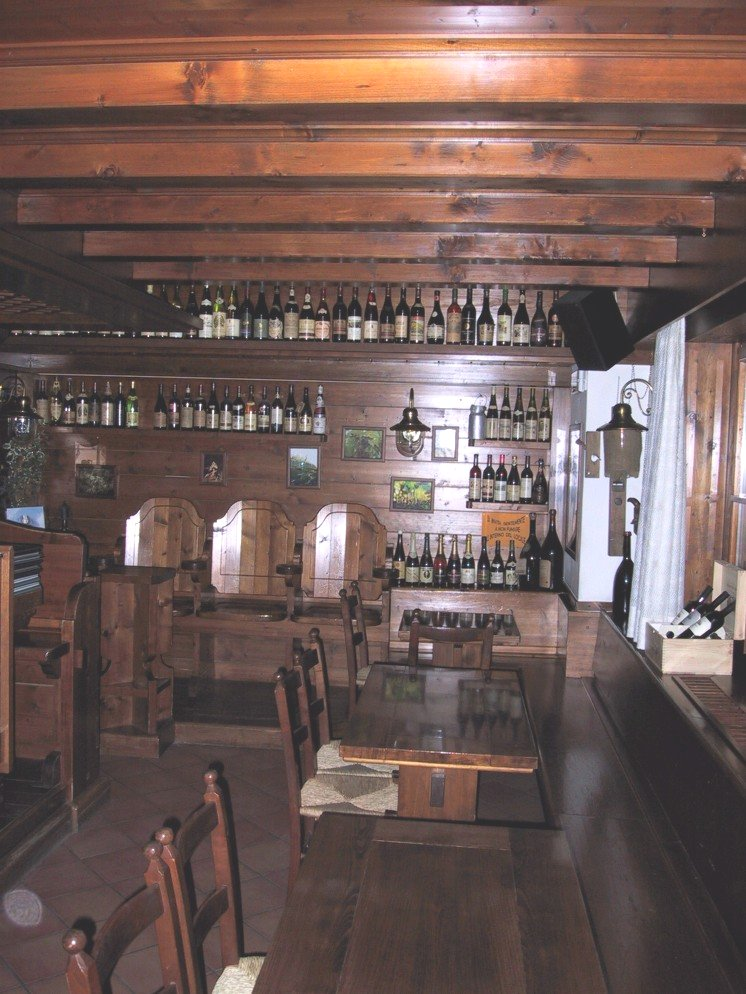
Enoteca en Tambre (Provincia Belluno, Italia).

Una enoteca (del griego οἶνος "vino" y θήκη "bodega")  es un restaurante o local en el que se sirve y se comercializa vino.  Existe la posibilidad en algunas enotecas de servirse aperitivos junto con el vino. Una de las misiones de la enoteca es la divulgación de la cultura enológica y por esta razón es frecuente que se realicen catas de vino, rondas de degustación, tertulias, etc.
El concepto de «enoteca» es utilizado para describir un tipo especial de establecimiento local o regional que se originó en Italia; este concepto también se ha extendido a otros países. Una enoteca genuina está principalmente dirigida a dar a los visitantes o turistas la posibilidad de degustar los vinos a precios razonables y posiblemente comprarlos.  Una enoteca es a menudo administrada con colaboración con vinicultores u organizaciones de turismo en la región. La razón por la que a estos establecimientos se les dio estos nombres para dar la idea de una «biblioteca de vinos» fue que se pretendía tener una fuente directa de información sobre vinos locales en vez de tener tiendas con grandes cantidades de cada vino o principalmente pensadas para clientes establecidos. A menudo, una enoteca almacena pequeñas cantidades de cada vino y los clientes que desean comprar grandes cantidades después de probarlo son enviados directamente a los productores. En algunos casos, las enotecas venden otros alimentos locales o sirven bocadillos para acompañar los vinos.